# Diecezja Sacramento
Diecezja Sacramento (łac. Dioecesis Sacramentensis, ang. Diocese of Sacramento) jest diecezją Kościoła rzymskokatolickiego w metropolii San Francisco w Stanach Zjednoczonych w północnej części stanu Kalifornia. 

## Historia
Diecezja została kanonicznie erygowana 28 maja 1886 roku przez papieża Leona XIII. Wyodrębniono ją z archidiecezji San Francisco, przejęła też tereny po zlikwidowanej diecezji Grass Valley. Pierwszym ordynariuszem został dotychczasowy biskup Grass Valley Patrick Manogue (1831-1895). Diecezja dwukrotnie utraciła część terytoriów na rzecz nowo utworzonych diecezji Reno (1931) i Stockton (1962).

## Ordynariusze
- Patrick Manogue (1886–1895)
- Thomas Grace (1896–1921)
- Patrick Joseph James Keane (1922–1928)
- Robert John Armstrong (1929–1957)
- Joseph Thomas McGucken (1957–1962)
- Alden John Bell (1962–1979)
- Francis Anthony Quinn (1979–1993)
- William Weigand (1993–2008)
- Jaime Soto (od 2008)